# Psara albivitta
Psara albivitta là một loài bướm đêm trong họ Crambidae.